# Икике (провинция)
Прови́нция Ики́ке (исп. Provincia de Iquique) — провинция в Чили в составе области Тарапака. Административный центр — Икике.
Включает в себя 2 коммуны.
Территория — 2835,3 км². Численность населения — 299 843 жителя (2017). Плотность населения — 105,75 чел./км².
Административный центр — город Икике.

## География
Провинция расположена на юго-западе области Тарапака.
Провинция граничит:
- на севере — с провинцией Тамаругаль;
- на востоке — с провинцией Тамаругаль;
- на юге — с провинцией Токопилья.

На западе провинции — Тихий океан.

## Административное деление
Провинция включает в себя 2 коммуны:
- Икике. Административный центр — Икике.
- Альто-Осписио. Административный центр — Альто-Осписио.

## Демография
Согласно сведениям, собранным в ходе переписи 2017 г.  Национальным институтом статистики (INE),  население провинции составляет:
| Полное население                            | Полное население                            | Полное население                            | Полное население                            | Полное население                            | 299 843 |
| ------------------------------------------- | ------------------------------------------- | ------------------------------------------- | ------------------------------------------- | ------------------------------------------- | ------- |
| в том числе:                                | Городское население                         | 294 949                                     | Процент городского населения, %             | 98,37                                       |         |
|                                             | Сельское население                          | 4 894                                       | Процент сельского населения, %              | 1,63                                        |         |
|                                             | Мужское население                           | 149 103                                     | Процент мужского населения, %               | 49,73                                       |         |
|                                             | Женское население                           | 150 740                                     | Процент женского населения, %               | 50,27                                       |         |
| Плотность населения, чел/км²                | Плотность населения, чел/км²                | Плотность населения, чел/км²                | Плотность населения, чел/км²                | Плотность населения, чел/км²                | 105,75  |
| Население провинции в % к населению области | Население провинции в % к населению области | Население провинции в % к населению области | Население провинции в % к населению области | Население провинции в % к населению области | 90,71   |

| Динамика изменения населения провинции | Динамика изменения населения провинции | Динамика изменения населения провинции | Динамика изменения населения провинции |
| -------------------------------------- | -------------------------------------- | -------------------------------------- | -------------------------------------- |
| 1992                                   | 2002                                   | 2012                                   | 2017                                   |
| 165 460                                | 238 950▲                               | 279 408▲                               | 299 843▲                               |

## Важнейшие населенные пункты[4]
| № | Населённый пункт | Населённый пункт (исп.) | Категория | Население чел. (2017) | На карте                        |
| - | ---------------- | ----------------------- | --------- | --------------------- | ------------------------------- |
| 1 | Икике            | Iquique                 | город     | 188003                | 20°14′11″ ю. ш. 70°08′22″ з. д. |
| 2 | Альто-Осписио    | Alto Hospicio           | город     | 105065                | 20°16′32″ ю. ш. 70°05′52″ з. д. |
| 3 | Уантахая         | Huantajaya              | деревня   | 2399                  | 20°14′37″ ю. ш. 70°03′38″ з. д. |
| 4 | Чанавайита       | Chanavayita             | посёлок   | 603                   | 20°42′10″ ю. ш. 70°11′15″ з. д. |